# Pima
I Pima (o Akimel O'odham) sono un gruppo di nativi americani viventi in un territorio che attualmente comprende l'Arizona centrale e meridionale, negli Stati Uniti, e lo stato di Sonora in Messico.
Il nome Akimel O'odham significa "popolo del fiume", tali popolazioni sono strettamente collegate con i Tohono O'odham (che significa "popolo del deserto", già noti col nome di Papago), e con gli Hia C-ed O'odham, e gli Sobaipuri, attualmente estinti.
Invece il termine "Pima" sembra significare la contrazione della frase "non so" o "non capisco" pronunciata ripetutamente nella loro lingua nei loro primi contatti con gli europei, probabilmente invece parlanti lo spagnolo.

## Storia prima del 1539
Gli Akimel O'Odham (antropologicamente noti come Pima) sono un sottogruppo dell'O'odham (termine Pima per definire "Popolo").
L'O'odham include gli Tohono O'Odham, noti come Papago, e gli Hia C-ed O'odham. 
I gruppi sono culturalmente connessi e sono considerati discendenti da un gruppo capostipite citato come il Hohokam. 
Il termine Hohokam è i derivazione dalla parola O'odham "Ho-ho-gam" che può essere tradotto con "quelli che sono venuti prima", cioè gli antenati.
Il popolo del fiume (l'Akimel O'odham) vive lungo il fiume Gila e lungo il fiume Salt in Arizona, inoltre lungo il fiume Yaqui nello stato di Sonora in Messico.
I villaggi Pima sono costituiti da piccoli gruppi di case sparse, abitati da gruppi familiari "estesi"; i villaggi sono strutturalmente costituiti da un gruppo di fabbricati centrali di servizi, come il forno comune e di conservazione della legna, tutto attorno sono le case dei nuclei famigliari, attorno al complesso abitato è normalmente lasciato un fronte di delimitazione a vegetali (piccoli alberi e cespugli).
Dato che la cultura ed il sistema economico è prevalentemente contadino, sono spesso diffuse nella campagna piccole casette temporanee o baracche, usate come base per la coltivazione e la cura dei campi, se lontani dalle abitazioni.
La società del O'odham è matrilineare e come detto la composizione sociale è basata sulla famiglia estesa.
La lingua O'odham è comune a tutti i gruppi del O'odham e, pur essendovi differenze notevoli dovute allo sviluppo separato dei gruppi (che sono stanziali su un territorio molto ampio), tutti i gruppi sono in grado di comprendersi l'un l'altro.
Le maggiori differenze di lessico si sono avute in tempi recenti in seguito alle divergenti assimilazioni di termini tecnici moderni nella lingua tradizionale.
La economia degli Akimel O'odham fu sempre primariamente basata sulla coltivazione della terra, su una modesta caccia e sulla raccolta di semi e bacche per integrare la dieta. 
Hanno sempre praticato un commercio elementare basato su scambi.
La coltivazione della terra fu basata su estesi e complessi sistemi di irrigazione, costruiti in tempi remotissimi ma sempre conservati e mantenuti, riparati e ricostruiti secolo dopo secolo, per gli usi comunitari.
Gli Akimel O'odham sono esperti nella tessitura dei filati e delle fibre vegetali (abiti e mantelli di lana e cesteria di intricata fattura).
Prima degli arrivi degli europei i loro maggiori nemici furono gli Apache, che razziavano i loro villaggi nei periodi di carestia.
Nonostante episodici conflitti anche con altre popolazioni, essendo un popolo pacifico intrattennero di norma buoni rapporti con gli altri gruppi, ed anche con gli Apache, essendo conosciuti soprattutto per essere disposti ad aiutare gli altri in caso di necessità.
Nonostante questo ebbero una discreta tradizione di cultura bellica e svilupparono una ben sviluppata tecnica di battaglia.

## Storia dopo il 1539

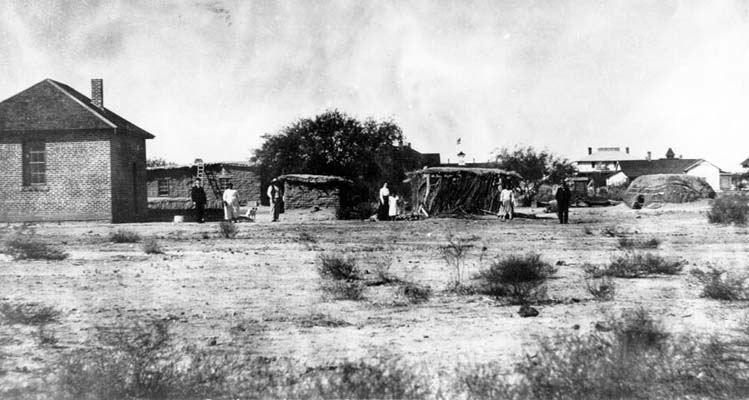
Casa Pima nel 1900.

Il primo contatto documentato con gli europei fu nel 1539 con il missionario spagnolo Marcos de Niza. 
Più tardi furono visitati dal missionario Eusebio Kino e dal frate Francisco Garcés.
Le autorità civili spagnole colonizzarono il territorio installando fortificazioni, fattorie e miniere e provocando nei nativi ribellioni e conflitti (1695-1751).
I contadini di origine spagnola installatisi lungo il Gila ottennero ll confinamento degli indiani in una "riserva".
Essendo questa enormemente inferiore come estensione al territorio da loro usato in precedenza (3,5 milioni di acri) questo rendeva assolutamente impossibile la loro sopravvivenza, in conseguenza di questo vi fu progressivamente una migrazione verso Nord lungo le sponde del Salt River a costituire quello che ora è la Comunita Indiana Pima-Maricopa del fiume Salt (Salt River Pima-Maricopa Indian Community).

## L'Akimel O'odham ed il fiume

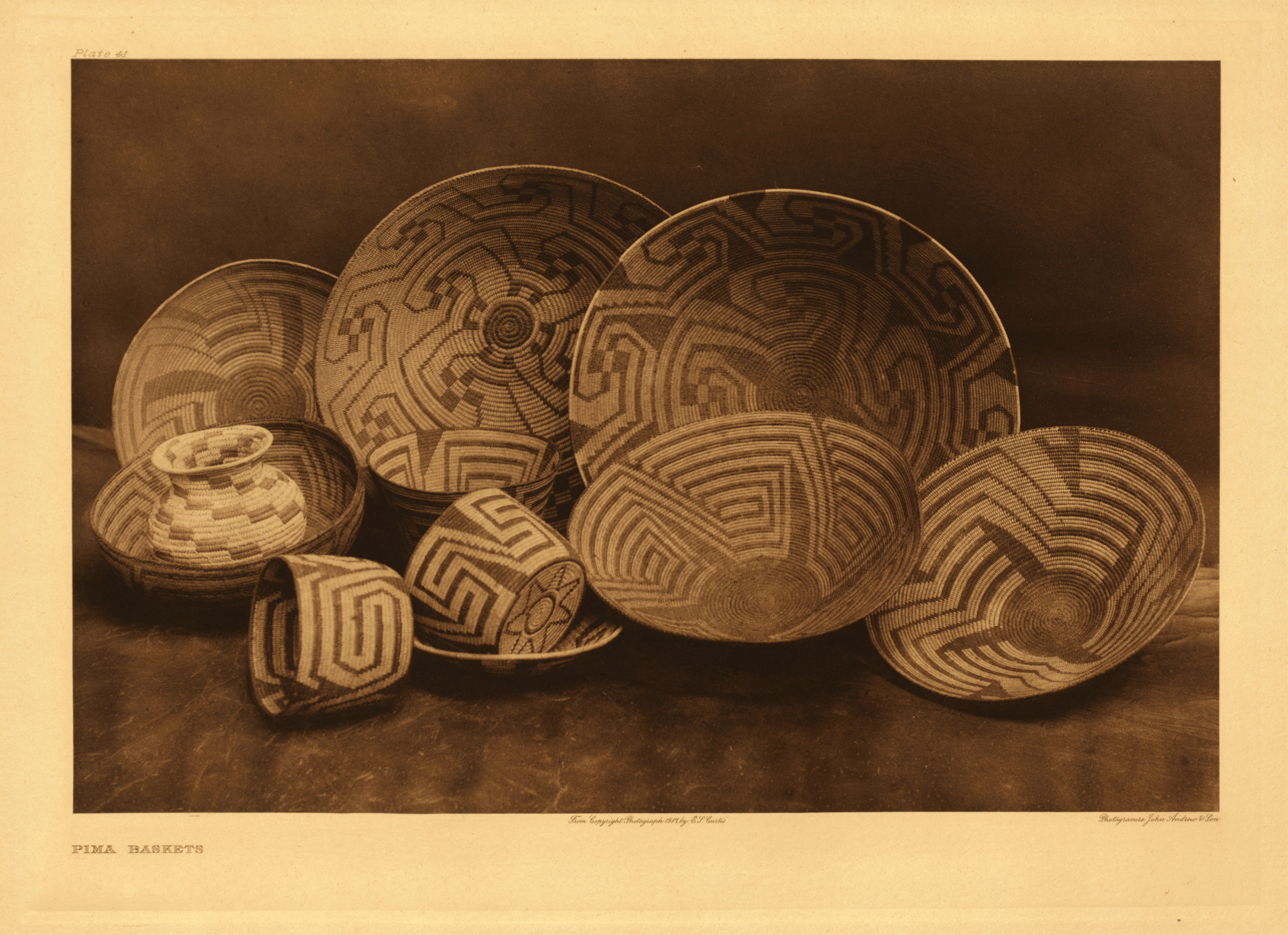
Esposizione di cesti Pima di complessa fattura, fotografati circa nel 1907 da Edward S. Curtis

L'Akimel O'odham (Popolo del Fiume) visse sulle sponde del fiume Gila fino al contatto con gli europei. 
Il loro sistema di vita (himdagĭ, a volte translitterato in inglese come Him-dak) fu ed ancora oggi è, basato attorno al fiume, che ancor oggi è considerato sacro.
La parola "Him-dag" deve essere chiarita, dato che non può essere tradotta con una semplice parola in un'altra lingua, e non è solo limitata ad un aggettivo di riverenza verso il fiume, ma comprende invece valori mistico-religiosi, morali e di identità culturale, filosofica ed in generale una concezione del mondo (soprattutto con la natura) che è interconnessa al sistema di vita e permea completamente la loro cultura.
Attualmente il fiume Gila è in secca per la maggior parte dell'anno, ad effetto dei massicci prelievi con potenti mezzi aspiranti anche da falde sotterranee praticati da grandi proprietari agricoli anche non nativi.
Lo sconvolgimento del flusso del fiume associato alla modifica del clima indotto ha sconvolto il sistema dei vita dei Pima e degli Apache in Arizona, provocando devastanti episodi di carestie tra i nativi ed una violenta guerra legale tra gli stessi nativi ed il Governo degli Stati Uniti, che ha segnato recentemente qualche minimo progresso nel rispetto dei loro diritti.
La alterazione del corso del fiume ha comunque indotto devastanti effetti di alluvioni e siccità anche per le grandi compagnie agricole; un gravissimo problema è la salinizzazione delle falde acquifere sotterranee prodotte da sistemi di irrigazione intensivi a pioggia che provocano una forte evaporazione e quindi concentrazione di sali residui.
I popoli Pima soffrono inoltre di danni indiretti dovuti alla introduzione nella dieta di cibi inconsueti ed a forte contenuto calorico (carboidrati) che provoca una inconsuetamente alta incidenza di malattie glicemiche (diabete di tipo 2).
Il fatto che i Pima siano la popolazione umana mondiale a maggiore incidenza di tale tipo di diabete sembra derivare dalla loro particolare struttura genetica.
Tale struttura genetica, se li rende resistenti a diete povere di carboidrati, e soprattutto in grado di assimilare in modo efficiente cibi ad elevata concentrazione di componenti anti-nutrizionali, ha invece effetti devastanti nel caso di diete ipercaloriche per eccesso di carboidrati.
L'eccesso di carboidrati è scatenante, infatti le popolazioni Pima del Messico, con una dieta più strettamente tradizionale, povera in carboidrati raffinati, ha una incidenza di diabete pressoché normale.

## Vita attuale
Attualmente la maggior parte della popolazione di etnia O'odham è amministrata autonomamente nella Comunità Indiana del Fiume Gila (Gila River Indian Community) (GRIC), una seconda parte che storicamente si spostò sulle rive del Salt River formarono la Comunità Indiana Pima-Maricopa del Salt River (Salt River Pima-Maricopa Indian Community). Entrambe le due tribù sono confederazioni che includono i Maricopa. 
Attualmente il GRIC è una gestione sovrana del territorio di circa 550 000 acri (2200 km²) nella Arizona Centrale. 
La comunità è suddivisa in sette distretti amministrativamente autonomi con governi distinti realizzati da "council" (consigli). La comunità è retta da un proprio Governatore e da un Vice Governatore, affiancati da un consiglio di 18 rappresentanti eletti su base della entità della popolazione dei vari distretti.
Il sostegno economico della Comunità è basato fortemente sulla presenza di qualificato turismo proveniente dall'esterno, le iniziative in essere comprendono tre Casinò, campi da golf con loro strutture di ricezione, pensioni ed alberghi per il turismo dei visitatori, aziende per la sistemazione ambientale e la manutenzione dell'arredo naturale, piccole installazioni industriali ed artigiane, imprese di costruzione e riparazione locali.
Il GRIC ha inoltre un ampio sistema di gestione di proprie fattorie e piani di sviluppo agricolo. 
Il Salt River Pima-Maricopa Indian Community è più piccolo ma è anche questo retto da un Presidente eletto fiancheggiato da un consiglio tribale.
Le iniziative sono analoghe per la realizzazione di piccole strutture turistiche, piccole attività industriali, edilizia compatibile ed arredo ambientale, oltre che la cura di attività agricole.

## Curiosità

Hayes è il primo a sinistra

Tra i Marine ritratti nella notissima foto iconografica ("in posa") del sollevamento della bandiera americana a Iwo Jima, alla fine della Seconda guerra mondiale nel Pacifico, (trasformata poi in un monumento vero e proprio a Washington), vi era un Pima: Ira Hamilton Hayes (1923 - 1955).
La presenza casuale dei marines che, richiesti dal fotografo, si atteggiarono all'azione, sconvolse loro la vita.
Questo accadde anche al Pima, che ebbe la vita segnata in positivo ed in negativo per quella sua casuale presenza, (morì alcolizzato a 32 anni), in positivo però si ebbe anche la presa di coscienza della presenza dei Pima e dei loro gravissimi problemi; per questa presa di coscienza anche Ira Hayes fu attore e promotore attivo.
Ira Hayes è ritratto in inizio di questo testo in posizione centrale della raccolta dei ritratti degli O'odham (Pima).